# Emilio Eduardo Massera
Pour les articles homonymes, voir Emilio, Eduardo et Massera.
L'Amiral Emilio Eduardo Massera (né à Paraná le 19 octobre 1925 et mort le 8 novembre 2010  à l'Hôpital Naval  de Buenos Aires) est un militaire argentin qui fut, de 1976 à 1978, membre de la junte militaire qui avait renversé, lors d'un coup d'État, la présidente Isabel Martínez de Perón et gouverna l'Argentine durant la dictature militaire appelée Proceso de Reorganización Nacional. 
Il fut également membre de la loge P2,, dirigée en Italie par Licio Gelli. 

## Carrière militaire
Emilio Massera entra à l'École militaire de la Marine en 1942. 
À sa sortie en 1946, il fut élève de l'école militaire des Amériques et de l'Interamerican Defence College à Washington DC, où on le forma à la guerre antisubversive. De retour en Argentine, il monta les degrés de la hiérarchie de la Marine argentine et en 1955, entra au service d'information de la Marine.  
Nommé capitaine de frégate sur l'ARA Libertad, il obtint le grade d'Amiral le 23 août 1974, à la suite du retrait forcé d'une bonne partie des patrons de la marine argentine dont il fut nommé commandant en chef.

## Membre de la junte militaire argentine (1976-1978)
Le 24 mars 1976, l'amiral Massera prit part au coup d'État qui destitua la présidente Isabel Martínez de Perón et fut membre, avec les généraux Jorge Rafael Videla et Orlando Ramón Agosti, de la junte militaire qui gouverna alors l'Argentine. 
Emilio Massera fut alors l'un des principaux promoteurs de la « guerre sale », par laquelle la dictature s'en prit aux mouvements révolutionnaires — péronistes ou marxistes —, ainsi qu'à toute forme de dissidence politique. En 1977, l'amiral déclara :
« La crise actuelle de l'humanité est due à trois hommes. Vers la fin du XIXe siècle, Marx publia trois tomes du Capital et avec eux mit en doute l'intangibilité de la propriété privée; au début du XXe siècle, la sphère sacrée intime de l'être humain fut attaquée par Freud, dans son livre L'Interprétation des rêves, et… Einstein, en 1905, fit reconnaître la théorie de la relativité, où il met en doute la structure statique et la mort de la matière. »
L'étouffement de la diffusion des « idées opposées à la civilisation occidentale et chrétienne », provoquée selon lui par cette trilogie d'auteurs juifs, justement, se solda par la disparition forcée de quelque 30 000 personnes de différents niveaux de militance politique, incluant un grand nombre de prêtres et de religieuses tiers-mondistes, bien que les relations de Massera avec l'Église catholique furent toujours excellentes. En novembre 1977, l'Université del Salvador (jésuite) lui accorda le rang de docteur honoris causa ; les responsables, alors proches du péronisme, disent aujourd'hui qu'ils visaient par-là à protéger les courants péronistes de l'Université. Certains membres de l'OUTG, qui avait ses entrées à l'Université del Salvador, auraient effectué les basses-œuvres de Massera ; d'autres, toutefois, ont eu des trajectoires très différentes.
L'École supérieure de Mécanique de la Marine (ESMA), sous la direction de Massera, fut un des centres clandestins de détention les plus grands du pays, où se pratiquèrent un grand nombre d'actes de tortures. Des personnes y furent emprisonnés sans jugement préalable, y furent torturées ou assassinées. Un des adjoints de Massera fut notamment le capitaine Alfredo Astiz, surnommé l'« ange blond », qui infiltra les Mères de la Place de Mai.

## Jugement et condamnation
Le 16 septembre 1978, l'amiral Massera quitta ses fonctions de commandant en chef de la marine ainsi que son poste au sein de la junte militaire et remplacé par un nouveau triumvirat dirigé par le général Roberto Eduardo Viola. 
En janvier 1983, à la fin de la dictature militaire, il se présenta comme candidat à la présidence de la nation pour le parti pour la démocratie sociale. En juin de la même année, il fut mis aux arrêts par le juge Oscar Mario Salvi pour sa présumée participation à la disparition de Fernando Branca. Cette arrestation l'empêcha de participer à la campagne électorale. En 1984, ses actions durant la dictature furent étudiées par la CONADEP, l'organisme chargé de l'instruction sur la « guerre sale » et la terreur d'État. Le 22 avril 1985 l'amiral Massera fut déchu de son grade et condamné à la perpétuité pour violations des droits humains, assassinats, tortures et privations illégales de liberté.
Le 29 décembre 1990, Emilio Massera fut gracié par le président Carlos Menem, et recouvra la liberté. En 1998, il fut de nouveau incarcéré préventivement pour des affaires de séquestration et de disparition de mineurs, intervenus durant son gouvernement, et pour avoir donné des ordres de torture, d'exécution, de confinement dans des centres clandestins et de noyade en haute mer de prisonniers vivants. L'ordre d'arrestation, émis par la juge María Servini de Cubría, se basait sur le fait que l'appropriation de mineurs et les autres charges retenues contre lui, étant considérées comme crime contre l'humanité, n'étaient pas prescrits. 
L'appropriation illégitime de biens des disparus, pour laquelle il n'avait pas été jugé en 1985, fut inclus dans l'acte d'accusation. 
Le cas de Massera donna consistance à de nombreuses actions légales qui amenèrent en 2001 le juge fédéral Gabriel Cavallo à déclarer anticonstitutionnelles les lois du Point final et d'Obéissance due, qui avaient paralysé, durant les quinze années antérieures, les actions intentées contre des militaires de rang inférieur à celui de colonel.
En 2004, à la suite de la rupture d'un anévrisme cérébro-vasculaire, Emilio Massera entra à l'Hôpital Militaire de Buenos Aires. En conséquence des séquelles de l'anévrisme, Massera fut déclaré incapable pour démence, et les procédures judiciaires à son encontre furent suspendues. Les demandes d'extradition faites à son encontre par les gouvernements espagnols, français et allemand, furent suspendues pour les mêmes raisons.

## Massera et la loge P2
Le nom de Massera figurait sur la liste des 963 membres que la police italienne trouva en 1981 en enquêtant sur les actions de la loge Propaganda Due, et dont d'autres membres avaient été, en Argentine, José López Rega ou le général Guillermo Suárez Mason (en) . La loge, depuis lors déclarée illégale par le gouvernement italien et dissoute, était sous la direction de Licio Gelli, un ancien agent de Mussolini pendant la Seconde Guerre mondiale. 
Gelli aurait connu Massera grâce à un certain Carlos Alberto Corti, capitaine de la flotte militaire argentine et confident de Massera [réf. nécessaire]. Gelli utilisa Massera pour garantir de juteux contrats multimillionnaires en dépenses d'équipements militaires et d'armements de la junte argentine soit 6 000 millions de dollars américains en deux ans. Gelli s'assura également ainsi du contrôle d'une partie de la presse grâce à l'achat d'une partie des éditions italiennes Rizzoli et des éditions argentines Editorial Abril. En échange, Gelli aurait facilité les relations de Massera avec le Vatican et les États-Unis, et fourni les moyens pour canaliser en lieu sûr à l'étranger l'argent obtenu par la corruption et les malversations du Trésor public [réf. nécessaire].

## Massera et Montoneros
(mars 2010).
Si vous disposez d'ouvrages ou d'articles de référence ou si vous connaissez des sites web de qualité traitant du thème abordé ici, merci de compléter l'article en donnant les références utiles à sa vérifiabilité et en les liant à la section « Notes et références ».
Il existe une série de rumeurs (jamais démontrées) selon lesquelles Massera assista à une série de réunions secrètes à Paris avec le leader du groupe guérillero Montoneros (gauche péroniste), Mario Firmenich [Quand ?][réf. nécessaire]. 
Malgré le fait qu'un grand nombre des victimes du régime faisaient partie de ce groupe, Massera et plusieurs membres des forces armées pensaient que la direction du groupe était « récupérable » et « réversible », en raison des racines catholiques et du nationalisme des membres de la hiérarchie de Montoneros. 
Ces mêmes racines avaient déjà été évoquées pour expliquer une prétendue alliance stratégique et idéologique d'intérêts entre la hiérarchie de Montoneros et le président Juan Carlos Onganía en 1969 lors du meurtre du général Pedro Eugenio Aramburu [réf. nécessaire], alliance qui n'a jamais été démontrée non plus et demeure très douteuse. 
Massera croyait qu'il était possible de faire travailler pour lui les membres exilés de Montoneros, dans son projet de devenir une référence d'un grand parti politique de masses. Un hypothétique témoin de ces réunions, la fonctionnaire de l'ambassade argentine à Paris, Elena Holmberg (en), fut rappelée à Buenos Aires par sa hiérarchie[réf. nécessaire]. Le 20 décembre 1979, elle fut enlevée et son corps fut retrouvé quelques jours plus tard dans le port de la ville[réf. nécessaire].
Lors de la « contre-offensive » menée par les Montoneros entre 1979 et 1980, dans laquelle il était prévu qu'un nombre important de membres du groupe pénètre dans le pays pour mener une lutte révolutionnaire urbaine contre le régime militaire, la façon et la rapidité dont presque la totalité de ces membres furent interceptés, capturés, et « disparus » a nourri les théories selon lesquelles les Montoneros soit auraient été infiltrés par les services de renseignement (l'extrême longévité de Mario Firmenich a pu notamment soutenir ces soupçons, qui n'ont toutefois jamais pu être prouvé), soit auraient parvenu à établir un pacte avec le régime militaire, probablement lors de cette série de réunions avec Massera à Paris [réf. nécessaire].